# متحف دار الحوت ببنزرت
متحف دار الحوت ببنزرت أو دار الحوت سيدي الحني هو متحف تونسي تاريخي بحري يقع في مدينة بنزرت.

يحتوي هذا المتحف على العديد من الأحواض البحرية والسمكية التي تبرز تنوع الثروة السمكية في جهة بنزرت. وتبين من جهة ثانية التاريخ البحري الذي شهدته هذه الجهة من البحر الأبيض المتوسط.

## المتحف
يقع المتحف داخل معلم تاريخي بيزنطي، تحول في الثمانينات إلى متحف صغير لعلوم البحار والمحيطات.

لوحظ في 2017 أن المتحف أصبح يشهد حالة كبيرة من الإهمال (اهتراء، موت للكائنات البحرية، عدم تجديد للمياء...). حسب جمعية صيانة مدينة بنزرت المشرفة على المتحف، تقرر تخصيص مبلغ 400 ألف دينار تونسي (حوالي 180 ألف دولار أمريكي) لتجديد وصيانة المتحف. بالتعاون مع المعهد العالي للصيد البحري وتربية الأحياء المائية ببنزرت، تم تقديم تصور المعهد للكيفية التي يمكن أن يكون عليها المتحف بعد الصيانة، حيث قام خاصة بتجديد زاوية صغيرة من زوايا المتحف كعينة تمثيلية له.